# جاستین لو
جاستین لو (انگلیسی: Justin Löwe؛ زادهٔ ۳۰ دسامبر ۱۹۹۸) بازیکن فوتبال اهل آلمان است.
از باشگاه‌هایی که در آن بازی کرده‌است می‌توان به باشگاه فوتبال دینامو درسدن اشاره کرد.